# Tanhyeon-myeon
Tanhyeon-myeon (koreanska: 탄현면) är en socken i kommunen Paju i provinsen Gyeonggi i den nordvästra delen av Sydkorea, 35 km norr om huvudstaden Seoul.